# Joan Carles Panyó i Figaró

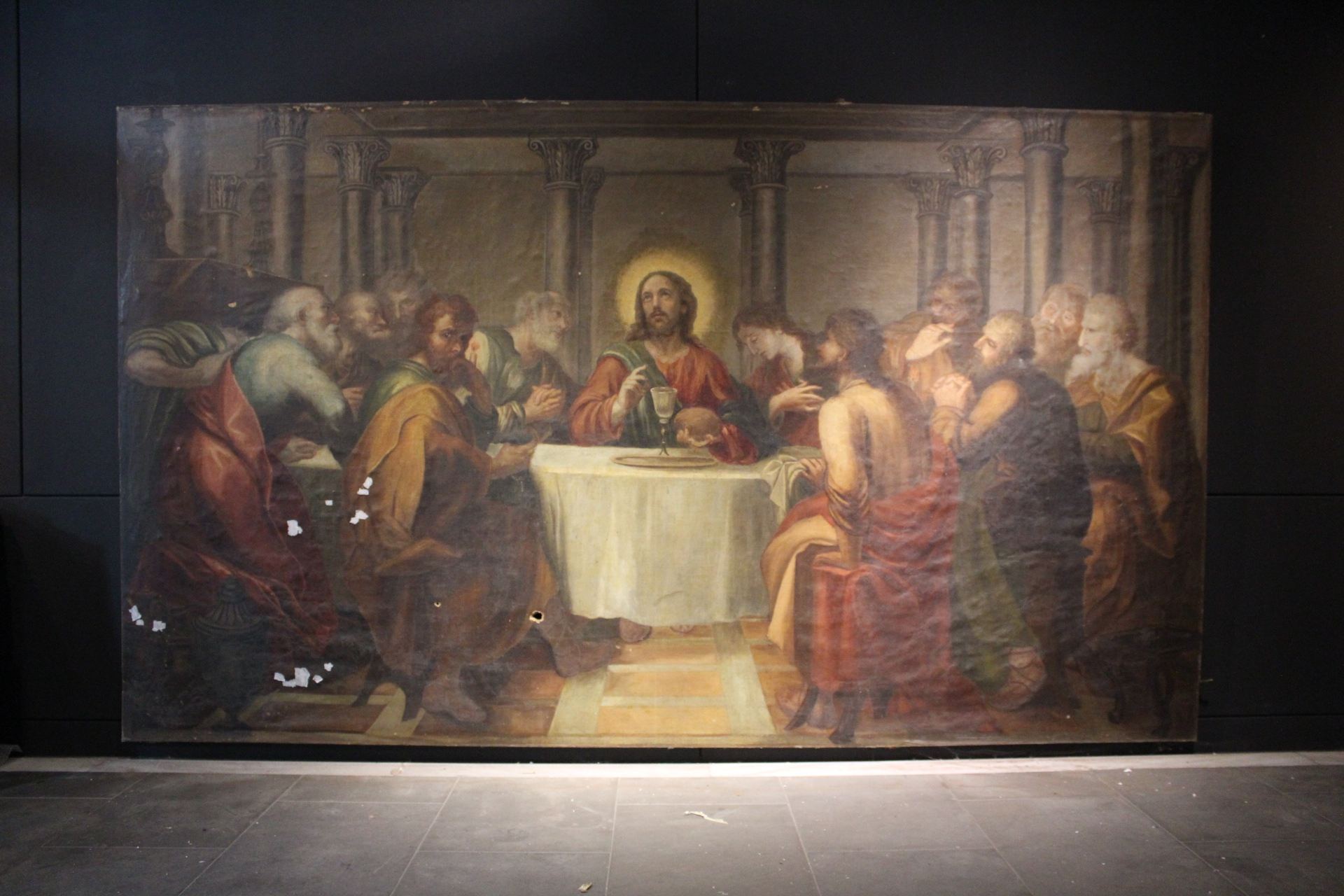
Joan Carles Panyó i Figaró: Das heilige Abendmahl (Museus d’Olot)

Joan Carles Panyó i Figaró (* 1755 in Mataró; † 1840 in Olot) war ein katalanischer Maler, Dekorateur und Akademieleiter des Neoklassizismus.

## Leben und Werk
Als 15-Jähriger ging Panyó 1770 in die Lehre bei dem Goldschmied Salvador Matarrodona in Barcelona. Er schrieb sich in diesen Jahren auch in die Kunstakademie der Brüder Francesc und  Manuel Tramulles ein. Er studierte zudem an der Escola de Belles Arts de Barcelona.
Anschließend arbeitete er als Goldschmied in Berga und als Zeichenlehrer am Seminar von Girona. 1783 beauftragte ihn Bischof Tomàs de Lorenzana von Girona mit der Gründung einer Zeichenschule in Olot und 1790 mit einer ebensolchen Institution in Girona, der späteren Escola Municipal de Belles Arts. In Barcelona und in Reus schuf Panyó zwei großformatige Bilder für Kirchen dieser Städte. 1802 trat er wieder als Lehrer in die Kunstschule von Olot ein. Er arbeitete dort mit dem Bildhauer Ramon Amadeu zusammen. Er schuf zahlreiche Werke für Kirchen und Herrenhäuser. Außerhalb von Olot schuf er solche künstlerischen Arbeiten auch im Sinne von Architektur dekorierenden Elementen in Girona, Vallfogona, Segueró und Colomers. Seine Zeichnungen sind in der Biblioteca de Catalunya und auch in der Museumsbibliothek von Olot aufbewahrt.
Panyó gilt als einer der besten Vertreter des Neoklassizismus in Katalonien. Sein umfangreiches Werk ist der interessierten Öffentlichkeit nicht in seiner gesamten Breite bekannt.